# Edward Boyce
Edward C. Boyce foi um arquiteto e empresário Norte Americano, figura proeminente no início do século 20, foi diretor do Aeroclub da América, conhecido por comprar dirigíveis de Santos-Dumont, bem como por suas contribuições para a aviação e sua influência na indústria de parques de diversões. Ele foi o primeiro homem a pilotar um dirigível na América. Além disso, ele era um magnata do setor de parques de diversões e coproprietário de empreendimentos como Dreamland em Coney Island e White City em Chicago.

## Pioneiro da Aviação
Edward C. Boyce ficou conhecido por sua façanha de ser o primeiro a pilotar um dirigível na América em 1902.
Conforme relatado Matéria no The Evening Times de 1º de outubro de 1902., esse voo foi marcado por uma disputa emocionante entre Boyce e seu rival, Leo Stevens, Boyce, que havia adquirido o dirigível de Santos-Dumont, um modelo conhecido como Santos=Dumont Nº 8 (ou possivelmente o Nº 6 modificado), estava determinado a fazer história, naquela manhã Boyce decidiu iniciar seu voo sem aviso prévio, surpreendendo a todos ao seu redor.
Enquanto ele começava a decolar, Stevens, determinado a não permitir que Boyce tivesse a honra de realizar o primeiro voo de dirigível na América, também decolou rapidamente com seu próprio dirigível e iniciaram seus voos sobre Manhattan. A matéria diz ainda que, enquanto Boyce conseguia pilotar seu dirigível com maestria, Stevens acabou colidindo com um poste de luz elétrica e ficando emaranhado nos fios.
O voo de Boyce foi descrito como uma elipse irregular, que começou em Brighton Beach, no nordeste, e terminou em um campo em Sheepshead Bay. Durante o trajeto, Boyce enfrentou ventos contrários, mas conseguiu circundar seu ponto de partida e realizar um voo bem-sucedido, deixando uma marca indelével na história da aviação.

## Relação com Santos-Dumont e Aquisição do Número 9
Edward C. Boyce, que ocupou a  adeira d presidência do Aero Club da América,  teve uma relação significativa com Santos-Dumont.  Alem do Santos=Dumont Nº 8, Boyce também comporu o Santos-Dumont Nº 9, conhecido como "La balladeuse", que Dumont utilisou para fazer vários voos em Paris, um marco em sua carreira e uma demonstração de seu compromisso com a promoção da aviação.
Após adquirir o dirigível Santos-Dumont Nº 9, Boyce o exibiu em seus parques de diversões, incluindo o Dreamland em Coney Island. A exposição do dirigível atraiu a atenção do público e contribuiu para promover a aviação e despertar o interesse das pessoas por essa nova forma de transporte.

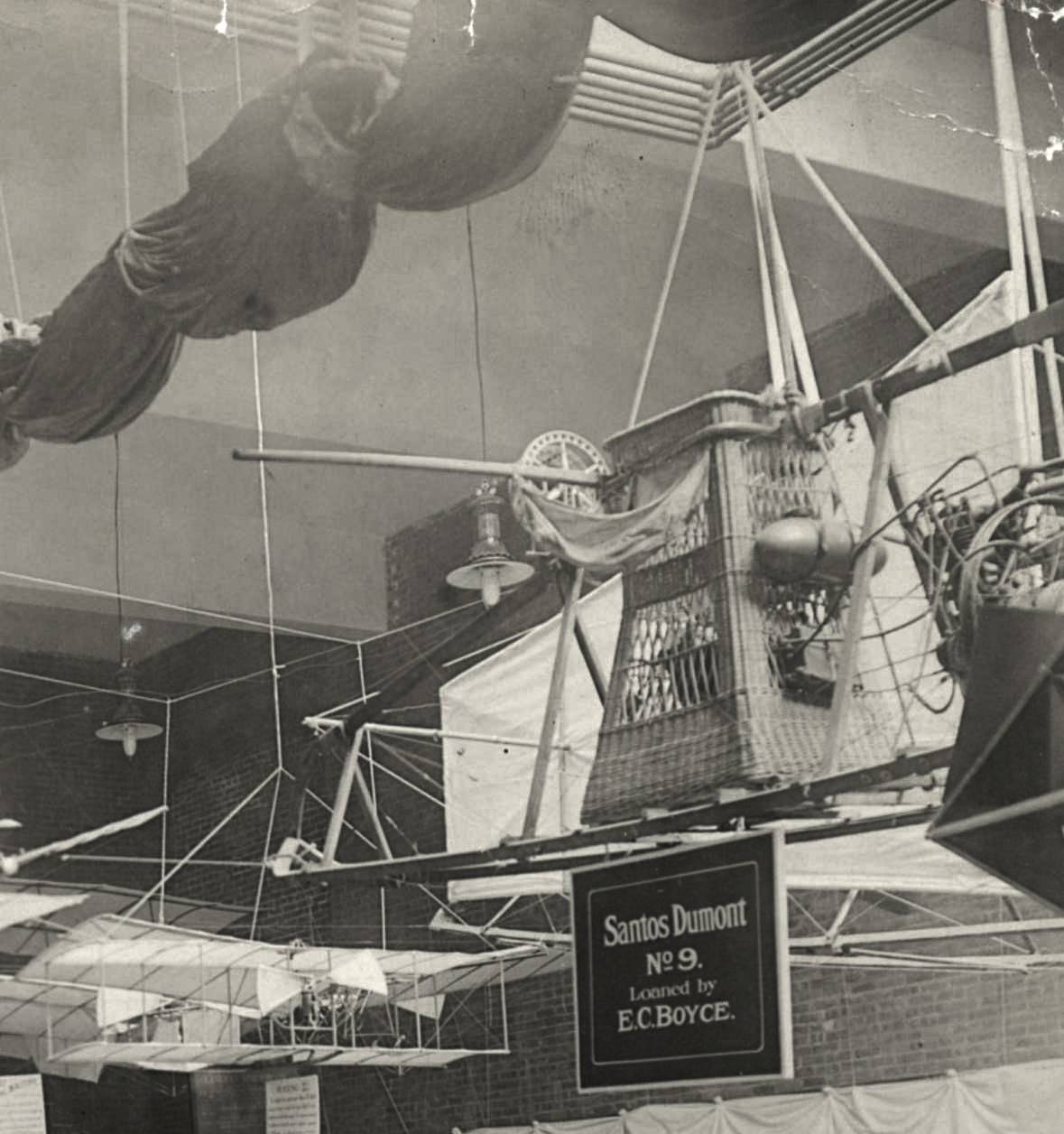
La Balladeuse Nº 9 de Santos=Dumont, que foi comprada por Edward C. Boyce exposta em um lindo pavilhão na Dreamland em Coney Island

A presença do Número 9 nos parques de diversões de Boyce também serviu como uma homenagem ao legado de Santos-Dumont e sua contribuição para a história da aviação. A exposição do dirigível permitiu que as pessoas vissem de perto uma das criações mais marcantes do pioneiro da aviação e aprendessem sobre sua importância para o desenvolvimento da tecnologia aeronáutica.

## Magnata dos Parques de Diversões
Além de suas contribuições para a aviação, Boyce também deixou sua marca na indústria de parques de diversões.

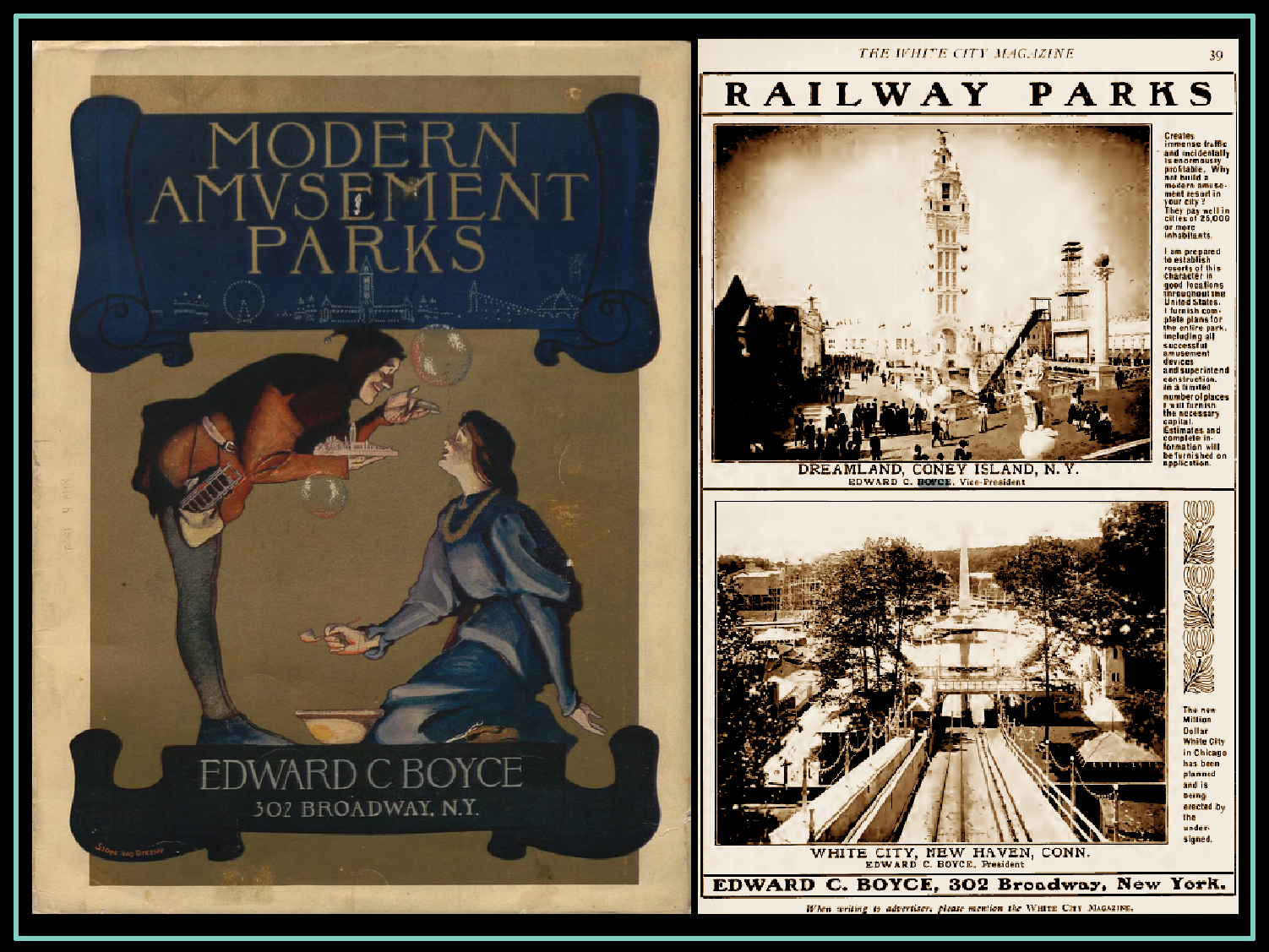
Foto do escritório de Boyce 302 Broadway, NY - Catálogo de Parques de Diversões Modernos 1904

Ele foi coproprietário de empreendimentos de sucesso, como o Dreamland em Coney Island e o White City em Chicago. Sua visão empreendedora e seu talento arquitetônico contribuíram para o sucesso desses parques, que se tornaram destinos populares para entretenimento e lazer.

## Legado
Edward C. Boyce deixou um legado duradouro como pioneiro da aviação e influente empresário do setor de parques de diversões. Sua coragem, visão e habilidades deixaram uma marca indelével na história da aviação e do entretenimento nos Estados Unidos.